# Emmanuel Picavet
Emmanuel Picavet (París, 1966) es un filósofo francés. Fue profesor asociado en filosofía política en la Universidad de París 1. Actualmente es profesor de filosofía en la Universidad de París 1. Es miembro asociado del Institut d'Histoire et de Philosophie des Sciences et des Techniques. Coordina la revista Philosophie et Économie. Su obra gira particularmente acerca de la epistemología de las ciencias sociales y políticas. Picavet aborda la filosofía del derecho (autores como Kelsen y Hart, entre otros) con las herramientas metodológicas de la teoría de la elección social (Arrow, Sen) y la filosofía política liberal (Rawls).
Es autor de los siguientes libros: Choix rationnel et vie publique. Essai sur le principe de rationalité dans les mathématiques de la décision (Presses Universitaires de France, París, 1996), La revendication des droits. Une étude de l'équilibre des raisons dans le libéralisme (Garnier, París, 2011), Kelsen et Hart. La norme et la conduite (PUF, París, 2000), Approches du concret. Une introduction à l'épistémologie, (Ellipses, París, 1995).